# Johann Wolfgang Breitenbach
Johann Wolfgang Breitenbach (* 22. Juni 1908 in Wien; † 6. Jänner 1978 ebenda) war ein österreichischer Chemiker und ordentlicher Professor für physikalische Chemie an der Universität Wien. Sein Spezialgebiet war die Kunststoff-Chemie.

## Leben
Nach der Matura 1927 studierte Breitenbach Physik und Chemie an der Universität Wien, musste jedoch das Studium aus Geldmangel unterbrechen und eine Färberlehre machen. Nach Fortsetzung seines Studiums promovierte er 1937 bei Hermann Mark am I. Chemischen Laboratorium der Universität Wien zum Thema der Kinetik thermischer Polymerisationsreaktionen (Radikalische Polymerisationsreaktionen mit thermisch induzierter Radikalbildung). An diesem Institut war Breitenbach, zunächst als wissenschaftliche Hilfskraft, bis zu seinem Tod beschäftigt. 1938 wurde er Universitätsassistent. Nach dem Anschluss Österreichs 1938 mussten sowohl sein Doktorvater Mark als auch sein Freund und Studienkollege Rudolf Raff emigrieren. Breitenbach hingegen beantragte am 22. Januar 1941 die Aufnahme in die NSDAP und wurde rückwirkend zum 1. Januar desselben Jahres aufgenommen (Mitgliedsnummer 8.468.643). Er habilitierte sich 1943 unter Marks Nachfolger, Ludwig Ebert, für physikalische Chemie und wurde Leiter des physikalisch-chemischen Praktikums.
Breitenbachs Forschung war als kriegswichtig deklariert, so dass er erst in den letzten Kriegstagen als Soldat eingezogen wurde. Da er formell wie über die Hälfte seiner Kollegen Mitglied der NSDAP war, fiel er unter das Verbotsgesetz vom 8. Mai 1945, dem zufolge bei Dozenten der Universität eine Parteimitgliedschaft das automatische Ruhen der Lehrbefugnis zur Folge hatte. An den Fakultäten wurden Sonderkommissionen zur Beurteilung der Dozenten eingesetzt, die über einen gewissen Ermessensspielraum verfügten. In einem Schreiben des Dekanats der Philosophischen Fakultät an das Bundesministerium für Unterricht vom 24. Juni 1945 wird er als „wertvoller Nachwuchs für dieses seltene Fach“ bezeichnet. In dieser Zeit wohnte Breitenbach ohne Unterbrechung im I. Chemischen Institut in der Währinger Straße, das im Krieg nicht zerstört worden war.
Noch in den 1930er Jahren war Deutsch die Standard-Sprache in der Chemie, in der beispielsweise japanische Forscher ihre Ergebnisse veröffentlichten. Nach Kriegsende musste Breitenbach feststellen, dass viele wichtige Forschungsergebnisse für ihn erst jetzt und nur auf Englisch verfügbar waren. Ab 1950 begann er, teilweise auf Englisch zu veröffentlichen. Im 1946 von Hermann Mark gegründeten Journal of Polymer Science, in dem er später auch Mitglied des Redaktionskomitees war, finden sich aber sowohl englisch- als auch deutschsprachige Artikel von ihm, und die meisten seiner Artikel waren weiterhin auf Deutsch.
1951 erhielt Breitenbach den Titel eines außerordentlichen Professors, 1954 wurde er Extraordinarius. Seit Mitte der 50er Jahre bekam er Forschungsgelder unter anderem von DuPont, Dow Chemical, BASF und Ciba, so dass er sein Labor immer auf dem neuesten Stand halten konnte. 1965 wurde er ordentlicher Universitäts-Professor für physikalische Chemie an der Universität Wien. Von 1965 bis zu seinem Tod 1978 war er Mitvorstand des Physikalisch-Chemischen Instituts, dem ehemaligen I. Chemischen Universitäts-Laboratorium. Das Angebot, Dekan der Philosophischen Fakultät zu werden, lehnte er ab, da er sich nicht mehr seiner Forschung hätte widmen können.